# Monte Capio
Il monte Capio (2.172 m s.l.m.) è una montagna del Piemonte. Fa parte delle Alpi Cusiane, nelle Alpi Pennine, ed è situato al confine tra la provincia del Verbano-Cusio-Ossola e quella di Vercelli.

## Caratteristiche

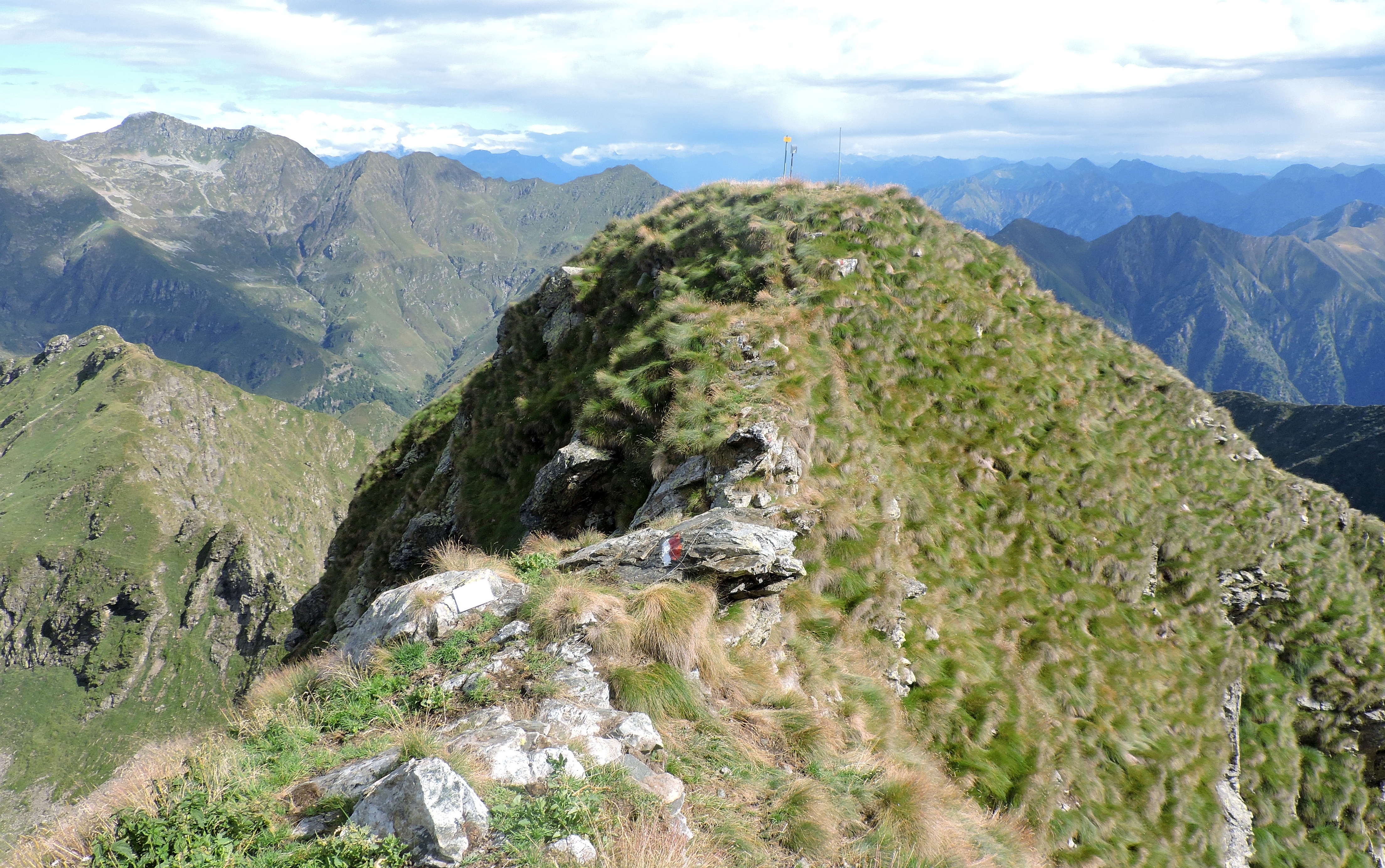
La cima del Capio vista dall'anticima

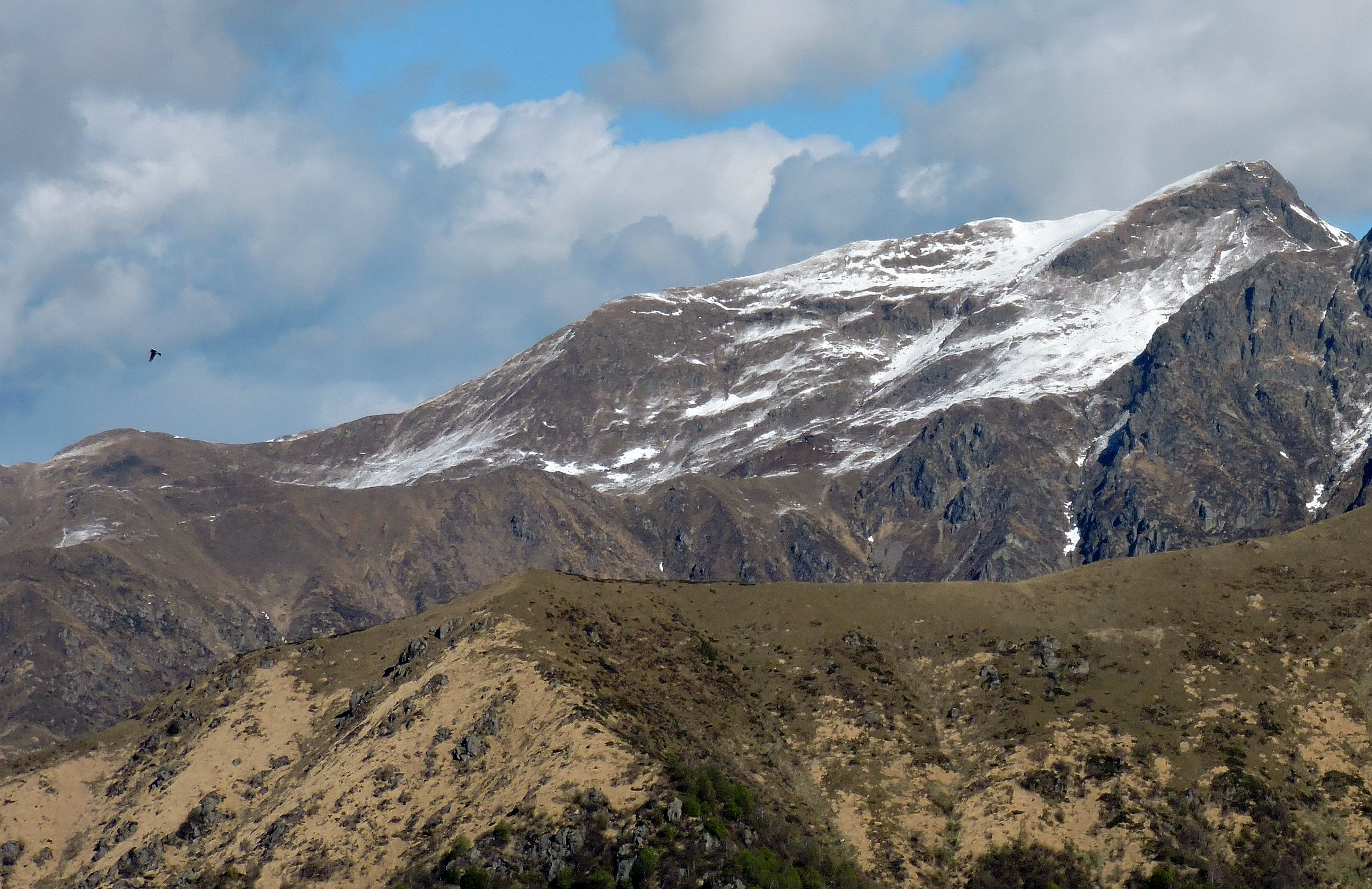
Il Capio innevato visto dalla Cima del Camossaro

La montagna si trova sullo spartiacque Valle Strona/Val Mastallone, alla convergenza della Valbella e del vallone del torrente Rondo (versante valsesiano) con il vallone del Rio dei Dannati (un affluente dello Strona di Omegna). Lungo lo spartiacque principale in direzione sud-est il Passo dei Rossi (2.056 m) la separa dalla vicina Cima dei Rossi (2.134 m) mentre verso nord-ovest il crinale continua in direzione dell'Altemberg con la Bocchetta di Rimella (1.924 m). A livello amministrativo sulla cima del Capio convergono i confini di due comuni valsesiani (Rimella e Cravagliana) e del comune di Valstrona. La sua parte sommitale è costituita da due elevazioni, separate da un intaglio attrezzato con un cavetto metallico. Sull'anticima si trovano una piccola croce ed una campanella mentre sulla vera e propria cima, di poco più alta, sono invece collocati un segnale trigonometrico IGM, un cartello indicatore una cassettina con il libro di vetta. La prominenza topografica del Monte Capio è di 248 m.

## Storia

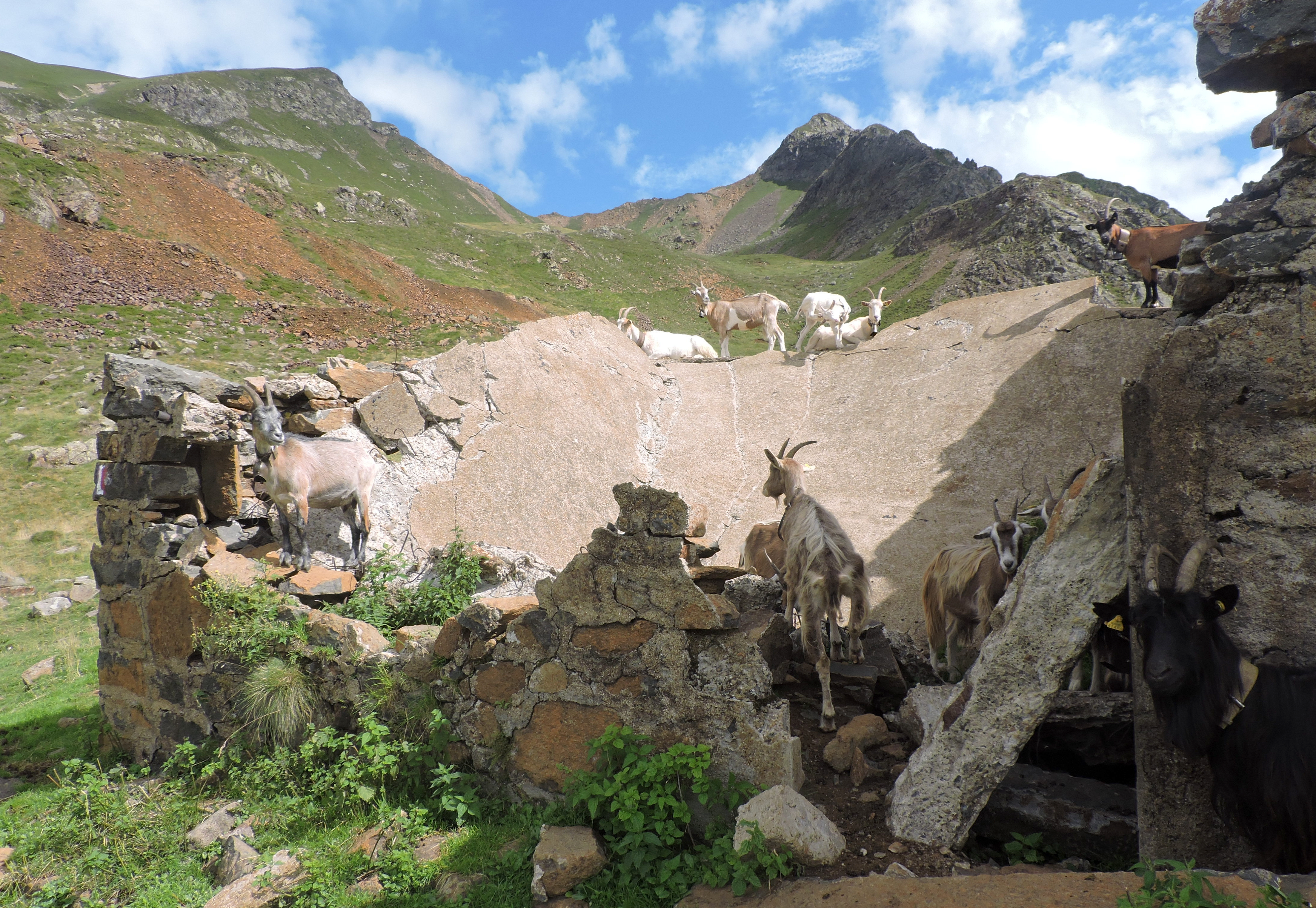
La vecchia miniera

Sui fianchi della montagna del versante valsesiano è stata nel passato attiva una miniera di nichel, della quale sono ancora chiaramente visibili gli imbocchi delle gallerie, alcuni fabbricati di servizio parzialmente in rovina e i cumuli di materiale di scarto residuati dall'estrazione del metallo. Nel 2017 le autorità competenti hanno concesso l'autorizzazione per nuove prospezioni minerarie volte alla ricerca per minerali di nichel, rame, platinoidi, oro e associati.

## Accesso alla vetta

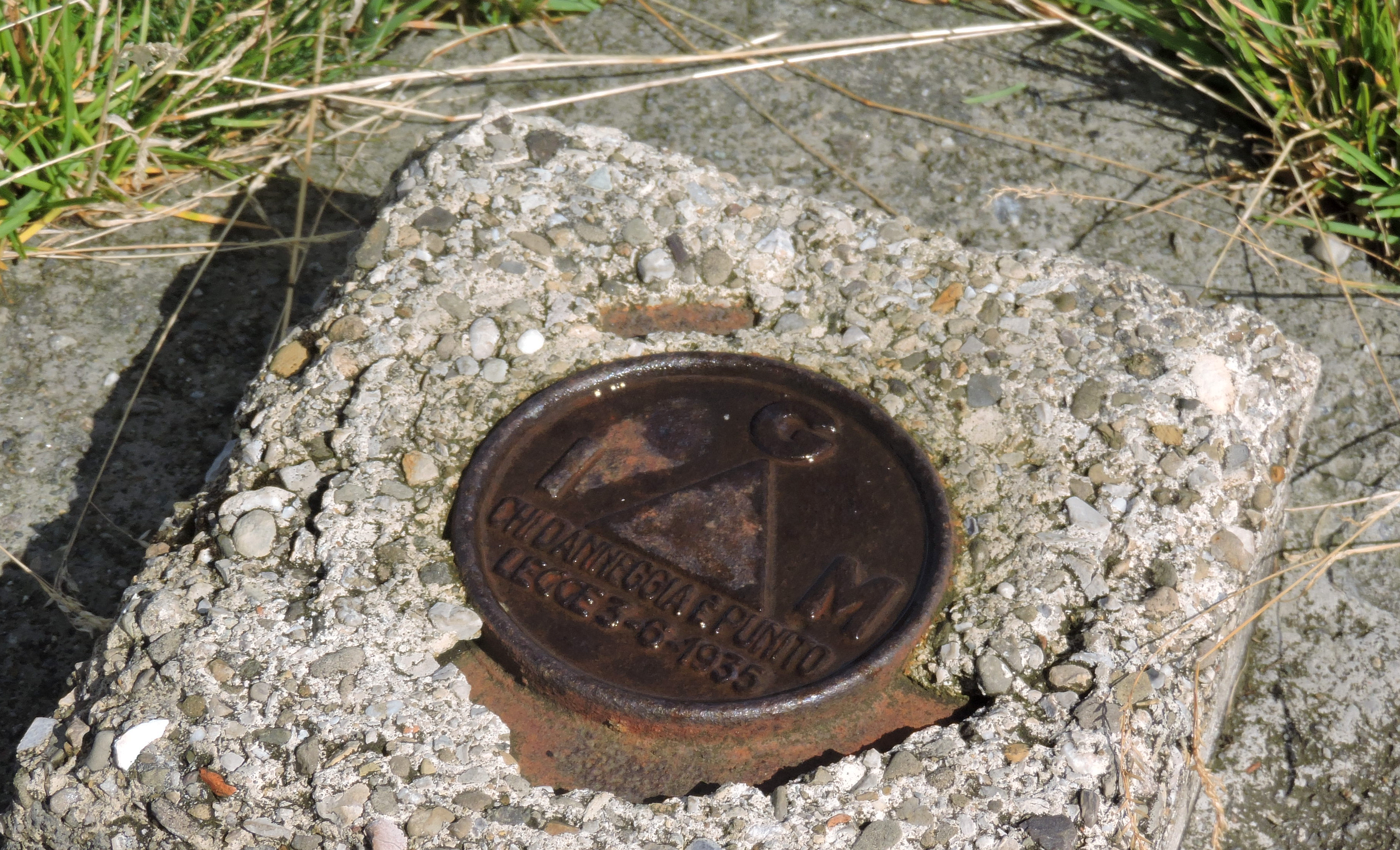
Il segnale trigonometrico sulla cima

Si può salire sul monte Capio partendo da Campello Monti, frazione di Valstrona, oppure seguendo il sentiero che parte da Sabbia, in Valsesia. La montagna è una meta escursionistica piuttosto frequentata perché 
.

## Tutela naturalistica
Il versante del monte Capio che guarda verso la Valstrona fa parte dell'area contigua del Parco naturale dell'Alta Val Sesia e dell'Alta Val Strona.